# لیکوی شکم‌گندمی
لیکوی شکم‌گندمی (نام علمی: Dumetia hyperythra) که در آثار قدیمی هندی با نام لیکوی شکم‌حنایی نیز شناخته می‌شود، یک لیکوی کوچک است که در گروه‌های کوچک در جنگل‌های بوته‌ای کوتاه غذایابی می‌کند. مانند دیگر اعضای تیرهٔ بزرگ لیکویان جهان قدیم، آنها پرندگانی هستند که با پرهای کرکی نرم مشخص می‌شوند. سه زیرگونه در شبه‌قاره هند وجود دارد. زیرگونهٔ نمادین hyperythra که در شمال و شرق هند یافت می‌شود، به‌طور یکنواخت در زیر قهوه‌ای است، در حالی که زیرگونهٔ albogularis در غرب شبه‌جزیره هند گلوی سفید دارد. جمعیت سریلانکا، phillipsi نیز گلوی سفید دارند، اما در زیر رنگ پریده‌تر هستند و منقار بزرگ‌تری دارند.